# Карби
Карби (њем. Karby) општина је у њемачкој савезној држави Шлезвиг-Холштајн. Једно је од 165 општинских средишта округа Рендсбург. Према процјени из 2010. у општини је живјело 563 становника. Посједује регионалну шифру (AGS) 1058087.

## Географски и демографски подаци
Карби се налази у савезној држави Шлезвиг-Холштајн у округу Рендсбург. Општина се налази на надморској висини од 5 метара. Површина општине износи 2,1 km². У самом мјесту је, према процјени из 2010. године, живјело 563 становника. Просјечна густина становништва износи 269 становника/km².